# Mahmud I
Mahmud I (n. 2 august 1696, Edirne, Imperiul Otoman – d. 13 decembrie 1754, Constantinopol, Imperiul Otoman) a fost sultan al Imperiului Otoman în perioada 1730-1754. În timpul domniei sale armata otomană i-a învins pe austrieci la Groka și Banja Luca. În 1739 a cucerit toată Serbia, dar a pierdut Azovul. În 1745 armata otomană formată din 140.000 de mii de militari a fost înfrântă catastrofal la Kars de persani.